# マイケル・ローデンバーグ
マイケル・ローデンバーグ (Michael Rodenberg、ミヒャエル・ローデンベルク) は、ドイツ・ヴォルフスブルク出身のキーボーディストで、音楽プロデューサー。ミロという愛称を使い、特にヘヴィメタル関連のバンドに多く関わっている。
プロデュース業ではサシャ・ピートと多数の共同作業を行っている。2人は2004年にAinaを結成。ロック・オペラの作品を発表した。

## ディスコグラフィ

### プロデュース
- ラプソディー・オブ・ファイア『レジェンダリィ・テイルズ』 (1997)
- ラプソディー・オブ・ファイア『シンフォニー・オブ・エンチャンテッド・ランズ』 (1998)
- ルッカ・トゥリッリ『キング・オブ・ザ・ノルディック・トワイライト』 (1999)
- キャメロット『フォース・レガシー』 (1999)
- ラプソディー・オブ・ファイア『ドーン・オブ・ヴィクトリー』 (2000)
- ラプソディー・オブ・ファイア『ホーリー・サンダーフォース』 (2000)
- キャメロット『カーマ』 (2001)
- ラプソディー・オブ・ファイア『レイン・オブ・ア・サウザンド・フレイムス』 (2001)
- ラプソディー・オブ・ファイア『パワー・オブ・ザ・ドラゴンフレイム』 (2002)
- キャメロット『エピカ』 (2003)
- ラプソディー・オブ・ファイア『テイルズ・フロム・ジ・エメラルド・ソード・サーガ』 (2004)
- キャメロット『ザ・ブラック・ヘイロー』 (2005)
- エピカ『The Score (An Epic Journey)』 (2005)

### 演奏
- ラプソディー・オブ・ファイア『ドーン・オブ・ヴィクトリー』 (2000)
- ラプソディー・オブ・ファイア『パワー・オブ・ザ・ドラゴンフレイム』 (2002)
- タリオン『アナザー・サン』
- シャーマン『リーズン』 (2005)
- キャメロット『ザ・ブラック・ヘイロー』 (2005)
- ルッカ・トゥリッリ『The Infinite Wonders Of Creation』 (2006)